# Cité de la Romière
La Cité de la Romière est  un ensemble immobilier locatif à vocation sociale situé sur la commune du Chambon-Feugerolles, dans la Loire, aussi appelé Romière-Bouchet.

## Description
Plusieurs architectes, dont Pierre Pinsard, se sont succédé lors de cette construction, qui s'est déroulée de 1939 à 1969. 
La commune ayant émis des exigences particulières en matière d'urbanisme (hauteur maximale des bâtiments, toitures, surface des logements, etc.), l'ensemble forme une cité exemplaire, avec son centre commercial, ses jardins et son école. Les logements disposent de tout le confort de l'époque.
Aux petits bâtiments de trois étages, entourés de verdure, succèdent rapidement des « barres », au début des années 1950, afin de faire face à la demande croissante. 
Mais rapidement, l'harmonie fait place aux problèmes de cohabitation entre communautés et à la délinquance. Les habitants quittent peu à peu la cité et les logements restent vacants, les barres sont démolies à la fin des années 1980 (Le Domino et le Pommereau seront détruites en 1989). 
Le centre commercial est rasé en 1990.
Classée quartier prioritaire, la cité est enclavée entre une voie ferrée et une autoroute. Il connait une grave fracture sociale avec le reste de la ville. La mairie du Chambon-Feugerolles a entrepris au début du XXIe siècle un programme de réhabilitation et de restructuration en partenariat avec l'ANRU.